# Marisa Orth
Marisa Domingos Orth (nacida en São Paulo, el 21 de octubre de 1963) es una actriz, cantante y presentadora de televisión brasileña.
Entre sus papeles interpretados destacó en su papel de Magda en Sai de Baixo y de Rita en Toma Lá Dá Cá.

## Filmografía seleccionada
- Rainha da Sucata (1990)
- Deus nos Acuda (1992)
- Sai de Baixo (1996)
- Por Trás do Pano (1999)
- Durval Discos (2002)
- Tan normal (2003)
- Os Aspones (2004)
- Toma Lá, Dá Cá (2007)
- SOS Emergência (2010)
- Família Vende Tudo (2011)
- Sangue Bom (2013)
- Dupla Identidade (2014)
- Haja Coração (2016)
- Tempo de Amar (2017)
- Bom Sucesso (2019)

## Televisão
- Big Brother Brasil (2002)